# Камерата Пичена
Камера̀та Пичѐна (на италиански: Camerata Picena) е село и община в Централна Италия, провинция Анкона, регион Марке. Разположено е на 125 m надморска височина. Населението на общината е 2369 души (към 2010 г.).